# Buchi nel deserto
Buchi nel deserto (titolo originale Holes, in inglese), è un libro di Louis Sachar, pubblicato il 20 agosto 1998 negli Stati Uniti, vincitore del National Book Award nella categoria "Letteratura per ragazzi" e della medaglia Newbery. Dal romanzo, è stato tratto il film del 2003 di Andrew Davis, Holes - Buchi nel deserto, prodotto dalla Walt Disney Pictures.

## Trama
Stanley Yelnats IV è un lunatico adolescente che è costantemente sfortunato a causa di una maledizione, dovuta al suo bis-bisnonno. Accusato ingiustamente di avere rubato un paio di scarpette che una star del baseball aveva donato per un'asta di beneficenza in favore di un orfanotrofio, Stanley viene mandato a scontare la sua pena in un centro di rieducazione denominato "Campo Lago Verde". Lì, Stanley e gli altri ragazzi, con cui ha fatto amicizia, sono costretti a scavare ogni giorno buche profonde un metro e mezzo e larghe altrettanto nel letto, ormai asciutto, del lago omonimo del campo. Stanley si rende conto che si stanno scavando le buche perché il capo del campo è alla ricerca di qualcosa, probabilmente nascosto nel fondo del lago.
In una parte separata, il bis-bisnonno di Stanley, Elya Yelnats, da giovane, riceve un maiale dalla maga Madame Zeroni da utilizzare in cambio per chiedere la mano di una fanciulla locale, Myra Menke. Agendo su istruzioni di Madame Zeroni, Elya portava ogni giorno il maiale presso una fonte, facendolo bere, mentre lui canta una canzone particolare. Quando il maiale fu completamente cresciuto, lo offrì al padre di Myra, che non fu in grado di decidere se il suino di Elya o quello del suo rivale Igor Barkov era il migliore. Quando Myra non fu in grado di scegliere uno dei suoi pretendenti come marito, Elya si irritò e se ne andò in America. Mentre stava lasciando il paese, si rese però conto di aver infranto la promessa fatta a Madame Zeroni, che aveva sperato che Elya l'avrebbe portata alla sorgente e avrebbe cantato per lei. Dopo il suo arrivo in America, Elya sposò una ragazza del posto, Sarah Miller, a cui insegnò la canzone, che divenne un cimelio di famiglia. Tuttavia, ogni generazione, a partire dallo stesso Elya, soffre diverse disgrazie, e si presume che la promessa non mantenuta da Elya sia diventata una maledizione sugli Yelnats.
Cento dieci anni prima che Stanley arrivasse al Campo Lago Verde, questo era un posto meraviglioso dove i peschi fiorivano per tutta la primavera. In questa cittadina del Texas, la bella e giovane maestra, Katherine Barlow, si innamora di Sam, il venditore di cipolle, coltivate in una zona speciale, utilizzate sia come cibo che per scopi medicinali, e Katherine gli richiedeva lavori manuali in cambio delle sue pesche speziate. Tuttavia era il periodo in cui il razzismo era istituzionalizzato negli Stati Uniti ed era contro la legge per un uomo nero baciare una donna bianca; dato che Sam era nero e Katherine era bianca, la città divenne furibonda quando si scoprì che Katherine e Sam si erano baciati. Charles Walker, l'uomo più ricco della città, che aveva sempre voluto sposare Katherine, quando scoprì che lei era innamorata di Sam, raccolse gli abitanti per bruciare la scuola e uccidere Sam. Katherine cercò l'aiuto dello sceriffo locale, ma scoprì invece che anche lo sceriffo, che anch'egli la desiderava, voleva uccidere Sam. Katherine e Sam tentarono di fuggire, ma quest'ultimo venne ucciso. Dopo il giorno dell'assassinio di Sam, la pioggia smise di cadere sul Lago Verde e il lago si prosciugò.
Katherine impazzì dal dolore e divenne una fuorilegge, nota come Kissin' Kate Barlow, perché baciava gli uomini che uccideva, lasciando un'impronta di rossetto sui loro volti. Nei venti anni di saccheggi nel West, Kate Barlow derubò anche il bis-bisnonno di Stanley, mentre era in viaggio da New York al Texas. Con il prosciugamento del Lago Verde, tutti cittadini del comune si allontanarono, e Kate seppellì il suo bottino in qualche luogo intorno al lago, solo per essere poi catturata da Charles Walker e sua moglie Linda (un'ex studentessa di Katherine). Essi cercarono di torturare Kate per farle rivelare la posizione del tesoro, ma Kate morì, con una risata finale, per il morso velenoso di una lucertola a macchie gialle, senza rivelare la locazione del tesoro.
Dopo la sua morte, il Lago Verde fu praticamente deserto e la terra era di proprietà della famiglia Walker da lungo tempo. Alla fine, Campo Lago Verde fu abitato dai minori che hanno commesso un reato. Come previsto, Stanley scava difficilmente i buchi in tempo, a causa del caldo incredibile e del terreno, duro e asciutto. Ogni volta che viene trovato un oggetto nel terreno, il direttore prende ciò che è stato trovato e dà al ragazzo scopritore un giorno di riposo. Nelle sue prime due settimane, Stanley trova un tubo d'oro con la sigla "KB" incisa su di esso. Egli è poi avvicinato dal leader dei ragazzi del campo, chiamato Raggi-X, che chiede a Stanley di rinunciare alla sua scoperta, perché era ingiusto che egli ottenesse un giorno di riposo solo due settimane dopo il suo scavo, quando invece Raggi-X aveva scavato per 18 mesi senza trovare niente. Stanley dà il tubo d'oro a Raggi-X e lui prende il premio per il ritrovamento, lontano da dove è stato inizialmente trovato l'oggetto. Stanley si chiede se Kate Barlow viveva nella zona, perché quello che è stato scoperto era il tubo di un rossetto, le cui iniziali erano "KB", che facevano ipotizzare che fosse appartenuto a Kate Barlow.
Stanley scopre che Zero, un suo compagno di lavori forzati, non sa né leggere né scrivere e che il suo vero nome è Hector Zeroni. Zero inizia a scavare una parte del buco di Stanley ogni giorno e, in cambio, Stanley gli insegna a leggere. Ma prima di finire, il guardiano Walker scopre l'accordo e, insieme con altri direttori, lo insulta e lo chiama stupido, perché non riesce a comporre una parola in modo corretto. Zero fugge dal campo, e Louise Walker distrugge i documenti di Zero per impedire a chiunque di cercarlo. Stanley, nel tentativo di salvarlo, lo segue dopo pochi giorni. Egli trova Zero nella vecchia barca di Sam, la "Mary Lou". Zero e Stanley bevono un po' di liquido in una bottiglia trovata sotto la barca che Zero chiama Sploosh, che in realtà sono i resti fermentati delle pesche speziate di Katherine. Zero dopo vomita, presumibilmente a causa del batteri nello Sploosh. I due si aiutano a vicenda per raggiungere la cima di una grande montagna, che si rivela essere il campo di cipolle di  Sam. Stanley aiuta Zero, che è molto debole, a salire su questo monte e trova una sorgente. Mentre Zero beve, Stanley canta la canzone di famiglia per mantenere alto il morale. Vivono di cipolle per una settimana, salvo poi tornare al campo, con l'intenzione di cercare il tesoro di Kate Barlow nel buco dove Stanley aveva trovato il tubo di rossetto.
Stanley e Zero trovano una vecchia valigia, che a loro avviso era piena del bottino di Kate. Walker li trova, e tenta di prendere la valigia, ma scopre che nel buco c'era un nido di lucertole gialle macchiate. Rivela anche che lei e la sua famiglia erano stati costretti a scavare dai loro nonni ogni giorno per trovare la valigia e confessò che aveva costituito il campo in modo che potesse avere qualche ragazzo che scavasse per lei. L'avvocato di Stanley, Ms. Morengo, arriva a prelevare Stanley, dato che era stata dimostrata la sua innocenza. Ore più tardi, Stanley viene finalmente fuori dal buco. Il direttore cerca di prendere la valigia, dicendo che era sua, ma poi Zero sottolinea il fatto che la valigia ha "Stanley Yelnats" stampato su di essa. Si scopre infatti che Kissin' Kate aveva utilizzato la borsa del bis-bisnonno di Stanley per raccogliere il bottino. Mentre l'avvocato afferma che il caso è favorevole a Stanley, Walker guarda stupita, dopo aver miseramente fallito nel tentativo di ottenere il bottino che la sua famiglia aveva cercato per oltre un secolo. Anche Zero può andare fuori dal campo, perché non hanno più il suo documento e non vi è alcun motivo per lui di rimanere. Quando Stanley e Zero vengono riportati a casa dal legale di Stanley, Zero rivela che egli è in realtà la persona che ha rubato le scarpe da ginnastica, all'inizio del romanzo, e che le aveva gettate da un ponte senza guardare dov'erano finite.
Quando Stanley e la sua famiglia sono finalmente in grado di aprire la valigia mesi più tardi, Stanley scopre che la valigia contiene molti oggetti di valore, e gli Yelnats, una volta poveri, sono improvvisamente ricchi. Alla fine del libro si spiega la fortuna ritrovata di Stanley, così come che Zero è il pro-pronipote di Madame Zeroni, e siccome Stanley lo portò su per la montagna, e lo nutrì dell'acqua di sorgente cantandogli la canzone, la maledizione si è rotta. Zero si ricongiunge con la madre, da cui era separato molti anni prima, e il padre di Stanley riesce finalmente a inventare qualcosa, una cura per l'odore di piedi causato da un fungo.

## Premi letterari
Il libro vinse diversi premi:
- National Book Award per la "letteratura popolare" nel 1998
- Medaglia Newbery nel 1999 (categoria "Letteratura per ragazzi")
- Boston Globe-Horn Book Award del 1999
- Young Readers' Choice Award – Junior del 2001

Fu anche finalista del Los Angeles Times Book Prize del 1998.

## Adattamento cinematografico
Dal libro è stato tratto un film nel 2003, prodotto dalla Walt Disney Pictures e diretto da Andrew Davis, Holes - Buchi nel deserto, con Shia LaBeouf nel ruolo di Stanley Yelnats IV, Sigourney Weaver, Jon Voight e Khleo Thomas. Il film riscosse un buon successo da parte della critica cinematografica, ma non ottenne un grande successo ai botteghini.